# Lijst van Nederlandse deelnemers aan de Olympische Winterspelen van 1928
Dit is een lijst van Nederlandse deelnemers aan de Winterspelen van 1928 in Sankt Moritz.
| Olympiër                       | Sport     | Onderdeel                       | Ervaring |
| ------------------------------ | --------- | ------------------------------- | -------- |
| Henri Louis Dekking            | bobsleeën | viermansbob                     | debutant |
| Jacques Paul Delprat           | bobsleeën | viermansbob                     | debutant |
| Siem Heiden                    | schaatsen | 500 meter 1500 meter 5000 meter | debutant |
| Wim Kos                        | schaatsen | 500 meter 1500 meter 5000 meter | debutant |
| Hubert Menten                  | bobsleeën | viermansbob                     | debutant |
| Curt van de Sandt              | bobsleeën | viermansbob                     | debutant |
| Edwin Louis Teixeira de Mattos | bobsleeën | viermansbob                     | debutant |